# Täby
Pour les articles ayant des titres homophones, voir Tabby et Tabi.
Täby est une localité de Suède peuplée de 72 000 habitants. Elle est le chef-lieu de la commune de Täby dans la banlieue de Stockholm. Les limites de la localité dépassent toutefois celles de la commune. En effet le territoire de la localité s'étend également sur les communes de Danderyd (4 219 habitants) et de Sollentuna (11 habitants).
Deuxième ville la plus riche de Suède et bastion de la droite, Täby a privatisé au cours des années 2000 la plupart de ses services publics : en 2020, 68 des 71 maternelles de la ville sont privées, ainsi que la moitié des écoles primaires et des collèges et de six des huit lycées.

## Personnalités liées à Täby
- Claude Loyola Allgén, compositeur suédois, y est mort.
- Stig Engström, l'assassin présumé du Premier ministre de Suède Olof Palme en 1986, y est mort par suicide.